# Kanton Gaillon
Kanton Gaillon (fr. Canton de Gaillon) je francouzský kanton v departementu Eure v regionu Horní Normandie. Skládá se z obcí Gaillon a Aubevoye.